# Athroisma
Athroisma es un género de plantas fanerógamas perteneciente a la familia de las asteráceas. Comprende 17 especies descritas y solo 12 aceptadas.

## Taxonomía
El género fue descrito por Augustin Pyrame de Candolle y publicado en Archives de Botanique 2: 516. 1833.

## Especies seleccionadas
A continuación se brinda un listado de las especies del género Athroisma aceptadas hasta junio de 2012, ordenadas alfabéticamente. Para cada una se indica el nombre binomial seguido del autor, abreviado según las convenciones y usos.
- Athroisma boranense Cufod.
- Athroisma fanshawei Wild
- Athroisma gracile (Oliv.) Mattf.
- Athroisma hastifolium Mattf.
- Athroisma inevitabile T.Erikss.
- Athroisma laciniatum DC.
- Athroisma lobatum (Klatt) Mattf.
- Athroisma pinnatifidum T.Erikss.
- Athroisma proteiforme (Humbert) Mattf.
- Athroisma psilocarpum T.Erikss.
- Athroisma pusillum T.Erikss.
- Athroisma stuhlmannii (O.Hoffm.) Mattf.